# Faydee
Faydee, pseudonimo di Fady Fatrouni (in arabo فادي فتروني‎?; Sydney, 2 febbraio 1987), è un cantautore australiano di origini libanesi.
Nonostante la sua nazionalità, nel corso della sua carriera musicale ha ottenuto successo soprattutto nel mercato est-europeo, ottenendo hit principalmente in questo mercato. Fa eccezione la sua collaborazione con Shaggy, Costi e Mohombi Habibi (I Need Your Love) che ha ottenuto successo anche nel resto d'Europa e in USA. Ha pubblicato un unico album, Never Saw Me Coming, nel 2009.

## Biografia e carriera
Nato in una famiglia molto numerosa, in cui è il maggiore di 5 fratelli, Fatrouni si appassiona alla musica grazie ai suoi cugini più grandi, che già da adolescenti incidevano brani cantati e rap. All'età di 13 l'artista inizia a scrivere i suoi primi brani nella sua camera da letto. Nel 2008, all'età di 19 anni, viene scoperto dal produttore discografico Ronnie Diamond, il quale gli offre un contratto per la sua etichetta Buckle Up Entertainment. All'interno dell'etichetta inizia a scrivere molti brani e pubblica il suo singolo di debutto Never Ever, dopo di che  Inizia a collaborare con produttori professionisti come Divy Pota, insieme al quale inizia a pubblicare singoli di successo come I Should've Known, Never Saw Me Coming e Psycho. Nel 2009 pubblica anche il suo album di debutto Never Saw Me Coming. Segue il lancio di svariati altri singoli.
Nel 2013, in un contesto in cui la musica dance era al centro dell'interesse discografico, Faydee decide di dedicarsi a un brano dance con forti influenze R&B con il singolo Laugh Till You Cry: il brano ottiene un notevole successo internazionale, trascorrendo sei settimane alla vetta della classica radiofonica rumena. Seguono altri singoli tra cui Can't Let Go, che ottiene una popolarità talmente notevole da superare quota 150 milioni di visualizzazioni su YouTube: un risultato notevole per un brano che ottiene successo nel mercato est-europeo. Mentre continua a pubblicare altra musica, Faydee inizia a lavorare anche con Costi, produttore molto richiesto nel mercato musicale est-europeo con cui collabora nel singolo Beautiful Girl. Nel 2014 i due collaborano con Shaggy e Mohombi nel singolo Habibi (I Need Your Love), brano che ottiene un successo globale portando per la prima volta Faydee all'interno della Billboard Hot 100 oltre che in numerosissime classifiche europee. Il brano viene certificato oro in USA. Faydee esegue una performance del singolo durante i Media Music Awards 2014.
Nel 2015 pubblica il singolo Lullaby, che raggiunge la top 10 della classifica radiofonica rumena e ottiene qualche riscontro anche a livello internazionale, e svariati altri brani. Sempre nel 2015 riceve il premio di "miglior artista europeo" durante i Big Apple Music Awards. Nel 2016 pubblica l'EP Legendary e svariati singoli, fra cui la collaborazione con Kat DeLuna Nobody. Sempre nel 2016 il singolo Love in Dubai è diventato uno dei suoi più grandi successi discografici, raggiungendo la vetta della classifica bulgara e diventando più in generale una forte hit estiva nell'intero mercato est-europeo. Negli anni successivi ha continuato a pubblicare un grande numero di singoli, collaborando in alcuni casi con artisti del calibro di Antonia Iacobescu.

## Discografia

### Album
- 2009 – Never Saw Me Coming

### EP
- 2016 – Legendary

### Singoli
- 2008 – Never Ever
- 2010 – Shelter Your Heart
- 2010 – I Should've Known (feat. Manny Boy)
- 2011 – Never Saw Me Coming
- 2011 – Fallin' (Ya Gamil)
- 2011 – Say My Name
- 2011 – Psycho
- 2012 – Forget the World (FML)
- 2012 – Laugh Till You Cry (feat. Lazy J)
- 2013 – Unbreakable (feat. Miracle)
- 2013 – Catch Me
- 2013 – Can't Let Go
- 2014 – You Deserve Better
- 2014 – Beautiful Girl (feat. Costi)
- 2014 – Far Away
- 2014 – Maria
- 2014 – Habibi (I Need Your Love) (Feat Costi, Shaggy e Mohombi)
- 2014 – In the Dark
- 2015 – Who (feat. Claydee)
- 2015 – Move On (C'est La Vie)
- 2015 – Lullaby
- 2015 – Sun Don't Shine
- 2016 – Legendary
- 2016 – Amari
- 2016 – Ya Linda
- 2016 – Burn It Down (feat. Ahzee)
- 2016 – Nobody (feat. Kat DeLuna e Leftside)
- 2017 – What Is Love?
- 2017 – Right Here
- 2017 – More
- 2017 – Friendzone (feat. Demarco)
- 2017 – When I'm Gone (feat. Bess & Gon Haziri)
- 2017 – Toy (feat. WSTRN)
- 2018 – Crazy
- 2018 – Habibi Albi (feat. Leftside)
- 2018 – Bang Bang
- 2019 – Away
- 2019 – Gravity (feat. Hande Yener & Rebel Groove)
- 2019 – Enchanté (feat. Alina Eremia & Raluka)
- 2019 – Habibi Albi (Remix) (feat. Shahzoda)
- 2019 – Salam
- 2019 – Trika Trika (feat. Antonia)
- 2020 – Leila ليلى (Roxanne Arab Remix)
- 2020 – Idwk (I Don't Wanna Know)
- 2020 – Aywa" (feat. Valderrama)
- 2020 – Ye Ye (Faydee x Tm Bax x Pav Dharia)
- 2020 – Hala
- 2020 – What You Know Bout Love (Pop Smoke Arab Remix)
- 2020 – Stubborn
- 2020 – Luv U No More
- 2021 – Ro71
- 2021 – In Your Arms Tonight
- 2021 – Zaman